# Jodłowa
Jodłowa – wieś (dawniej miasteczko) w Polsce, położona w województwie podkarpackim, w powiecie dębickim, w gminie Jodłowa.
Jodłowa uzyskała lokację miejską w 1733 roku, zdegradowana w 1933 roku. W latach 1975–1998 miejscowość administracyjnie należała do województwa tarnowskiego.
Miejscowość jest siedzibą gminy Jodłowa, rzymskokatolickiej parafii pw. św. Stanisława a od roku 1980 także drugiej parafii Trójcy Przenajświętszej. Administracyjnie dzieli się na trzy sołectwa: Jodłowa Górna, Jodłowa Dolna i Jodłowa Wisowa.
Graniczy z następującymi miejscowościami: Przeczycą, Kamienicą Dolną, Dęborzynem, Dzwonową, Lubczą, Kowalową, Swoszową, Czermną, Błażkową i Dębową.

## Integralne części wsi
| SIMC    | Nazwa            | Rodzaj    |
| ------- | ---------------- | --------- |
| 0821547 | Biedoszyce       | część wsi |
| 0821553 | Buczyna          | część wsi |
| 0821582 | Maślakowice      | część wsi |
| 0821599 | Nadole           | część wsi |
| 0821607 | Nagórze          | część wsi |
| 0821659 | Wiszowa (Wisowa) | część wsi |

## Historia
Po raz pierwszy Jodłowa była wzmiankowana w dokumentach z 1354 roku. W roku 1359 król Kazimierz Wielki wydał braciom Jędrzejowi i Mikołajowi przywilej lokacyjny wsi Jodłowa Dolna na prawie niemieckim. W związku z napływem osadników z Niemiec miejscowość zyskała też nazwę Jodłowej Niemieckiej, w odróżnieniu od starszej wsi Jodłowa Polska (Górna). W ciągu kolejnych wieków granice i różnice pomiędzy wsiami stopniowo zanikały.
W czasie I Rzeczypospolitej Jodłowa należała do ziemi bieckiej i była siedzibą starostwa niegrodowego. Miejscowość leżała na dawnym trakcie kupieckim prowadzącym z Koszyc na Górnych Węgrzech do Sandomierza. Słynny był jarmark miedzią, winem i żywnością, odbywający się w Jodłowej 13 listopada. Opisał go w 1614 roku anonimowy autor, pod pseudonimem Januarius Sowizdralius, w utworze „Peregrynacja dziadowska zwłaszcza owych jarmarczników trzęsigłowów, w który sposób zwykli bywać na miejscach świętych. Nie tykając tych, którzy sprawiedliwym karaniem Bożym nawiedzeni przy kościelach abo w szpitalach siedzą”, zaliczanym do nurtu tzw. literatury sowizdrzalskiej. W wieku XVIII wieś, należąc do dóbr królewskich, uzyskała czasowo prawa miejskie, jednak nigdy nie straciła rolniczego charakteru. W latach 1751–1759 w Jodłowej miały miejsce wystąpienia chłopów przeciwko nadmiernym obciążeniom wynikającym z pańszczyzny na rzecz ówczesnego dzierżawcy wsi, Władysława Siedleckiego. Gdy przerodziły się w otwarty bunt, Siedlecki usiłował stłumić go siłą, przy pomocy wynajętych ludzi. Starcia zakończyły się ucieczką dzierżawcy oraz ograbieniem przez chłopów zabudowań dworskich.

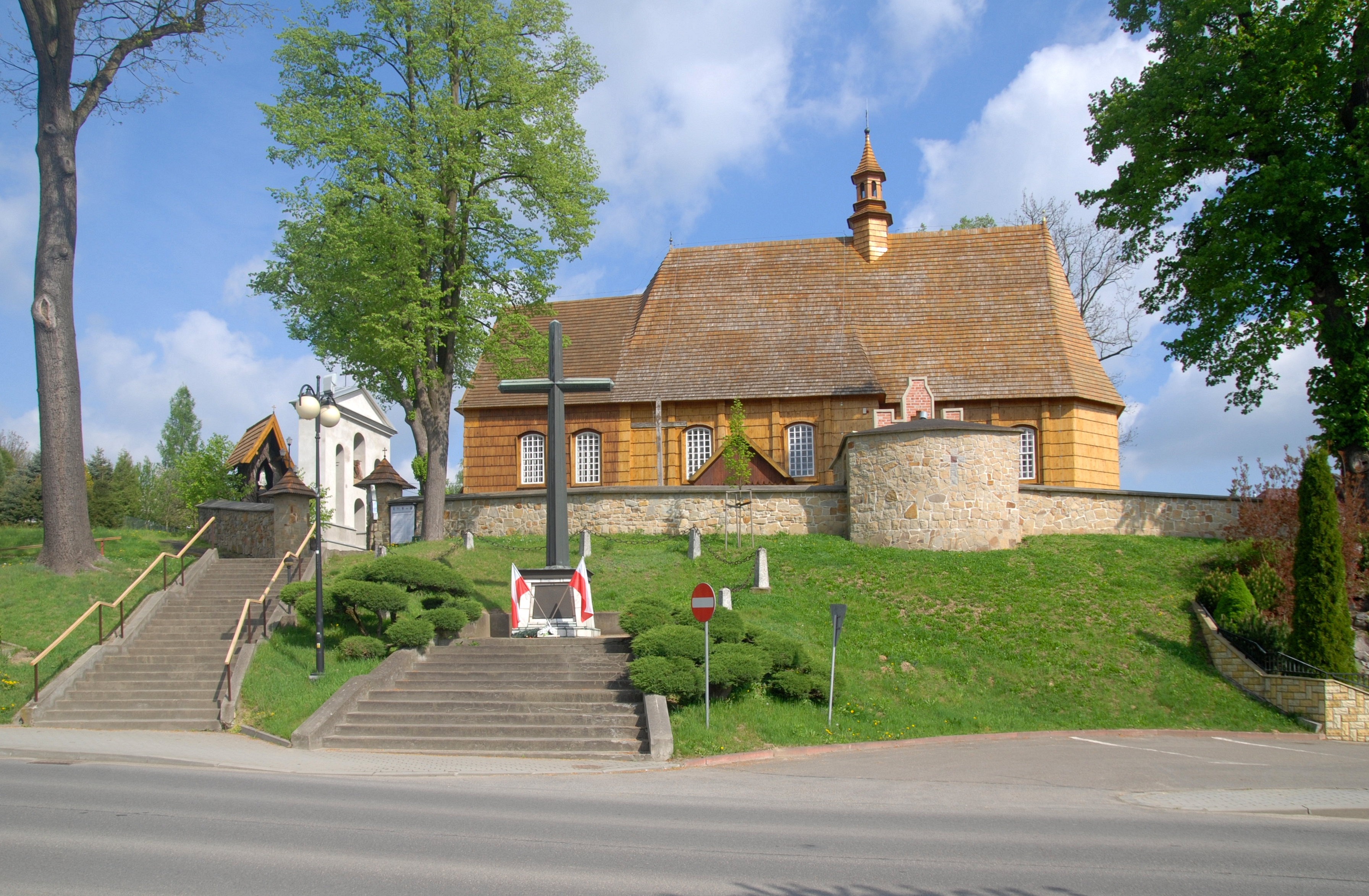
Zabytkowy kościół św. Stanisława BM
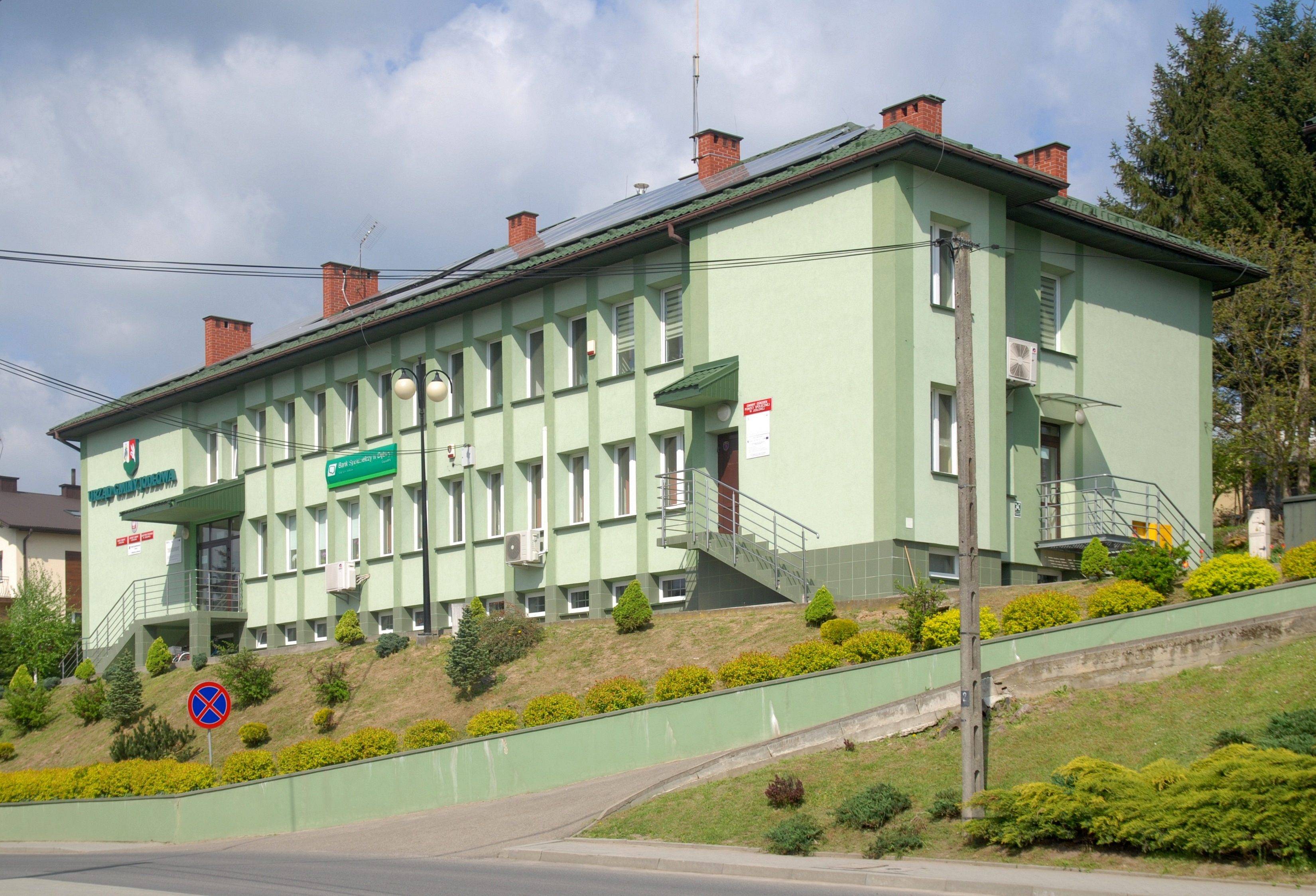
Urząd Gminy
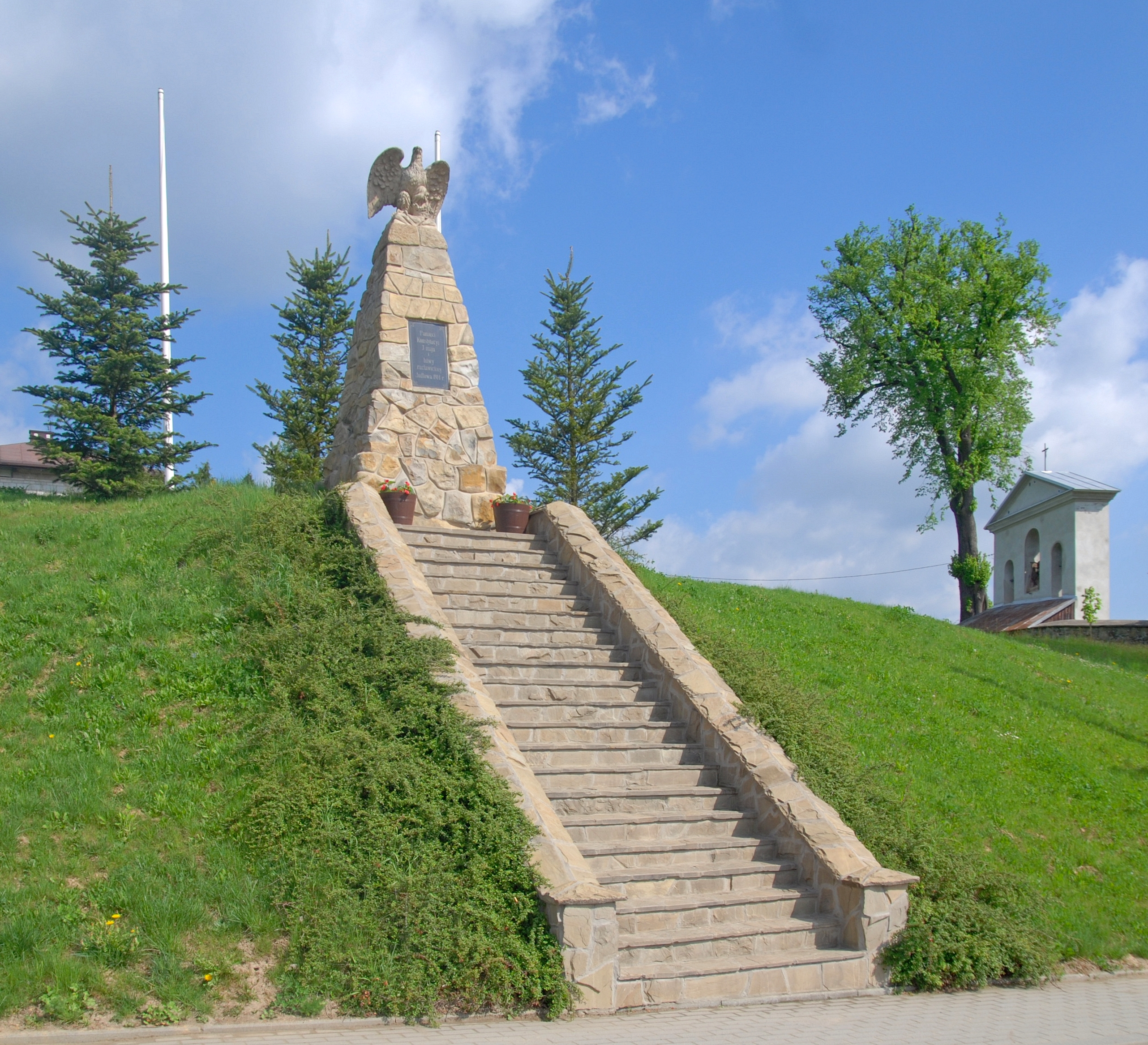
Pomnik Grunwaldzki i Konstytucji 3 maja

W wyniku rozbiorów wieś znalazła się w zaborze austriackim. Po utworzeniu w 1868 roku powiatu pilzneńskiego włączono do niego także Jodłową. Jej mieszkańcy brali czynny udział w powstaniu styczniowym, czego pamiątką jest zbiorowa mogiła powstańców na cmentarzu parafialnym. Według „Słownika geograficznego Królestwa Polskiego i innych krajów słowiańskich” (tom III, Warszawa 1882) pod koniec XIX wieku Jodłowa liczyła ponad 3500 mieszkańców i miała urząd pocztowy, kasę pożyczkową i dwie szkoły ludowe. Podczas I wojny światowej, w grudniu 1914 i maju 1915 roku, na terenie wokół miejscowości toczyły się walki rosyjsko – austriackie, czego świadectwem są cmentarze wojenne nr 231 i 232.
W roku 1934 w wyniku reformy miejskiej została zdegradowana z gminy wiejskiej na prawach miasteczka do wsi.
Podczas II wojny światowej w Jodłowej wydawany był (od 1940 roku) przez Armię Krajową konspiracyjny „Biuletyn Radiowy”. W ataku przeprowadzonym 12 września 1943 roku przez partyzantów Gwardii Ludowej pod dowództwem Józefa Szurkiewicza zniszczone zostały młyn, poczta oraz dokumenty Urzędu Gminy. Chłostą ukarano wójta wysługującego się okupantowi. W chwili gdy oddział wycofywał się doszło do starcia z oddziałem niemieckim i granatową policją. Jeden z hitlerowców zginął. Zagłada spotkała żydowskich mieszkańców wsi: w 1942 roku większość została rozstrzelana w lesie w Przeczycy.
W czasie okupacji niemieckiej mieszkająca we wsi rodzina Samborów udzieliła pomocy Lerze Charsz, Abramowi i Malce Fenichel, oraz Herszowi i Pazerównie. W 1994 roku Instytut Jad Waszem podjął decyzję o przyznaniu Ludwikowi i Annie Samborom oraz Teresie i Eugeniuszowi Walichowskim tytułu Sprawiedliwych wśród Narodów Świata.
W Jodłowej urodzili się m.in.: zapaśnik Zbyszko Cyganiewicz, pułkownik Wojska Polskiego Bolesław Krzyżanowski, śpiewaczka operowa Barbara Kostrzewska, poseł Jan Warzecha. W 1920 roku w kościele parafialnym przyjął chrzest poeta Mieczysław Jastrun. W Jodłowej mieszkał znany wokalista Maciej Maleńczuk.

## Współczesność
Współczesna Jodłowa jest dużą wsią gminną o przeważnie rolniczym charakterze. Na terenie miejscowości działa Gminne Centrum Kultury i Czytelnictwa, prowadzące kapelę ludową Jodłowianie, Gminny Ośrodek Pomocy Społecznej, Zespół Szkół (kontynuujący tradycje istniejącego od 1945 roku liceum ogólnokształcącego), gimnazjum i pięć szkół podstawowych oraz jednostka Ochotniczej Straży Pożarnej i Koło Gospodyń Wiejskich. We wsi istnieje od 1997 roku Ludowy Klub Sportowy Jodłowa z sekcją piłki nożnej. W 2011 roku gmina zajęła II miejsce w konkursie „PIĘKNA WIEŚ PODKARPACKA 2011”.

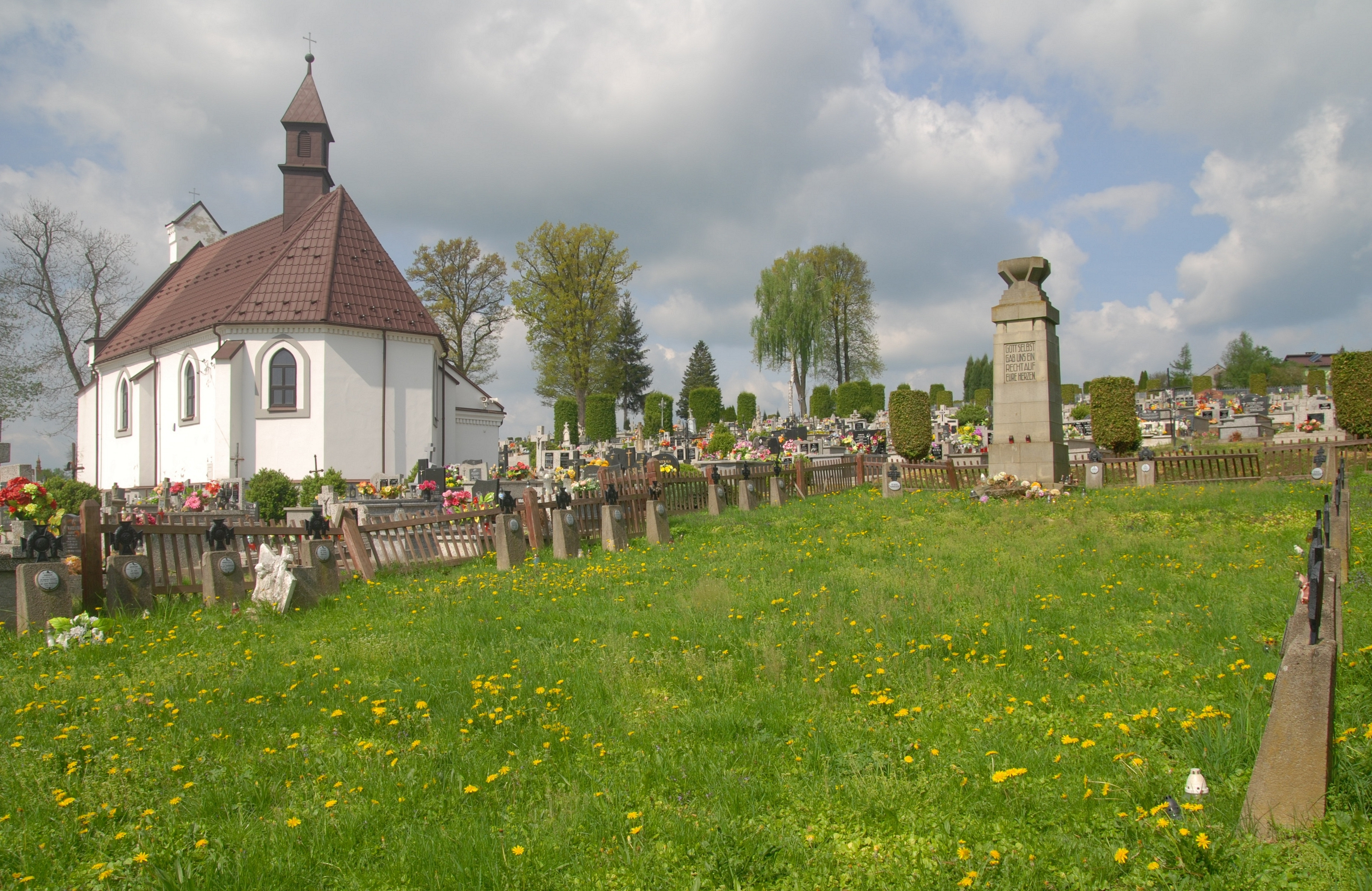
Cmentarz wojenny nr 231 i kościół cmentarny
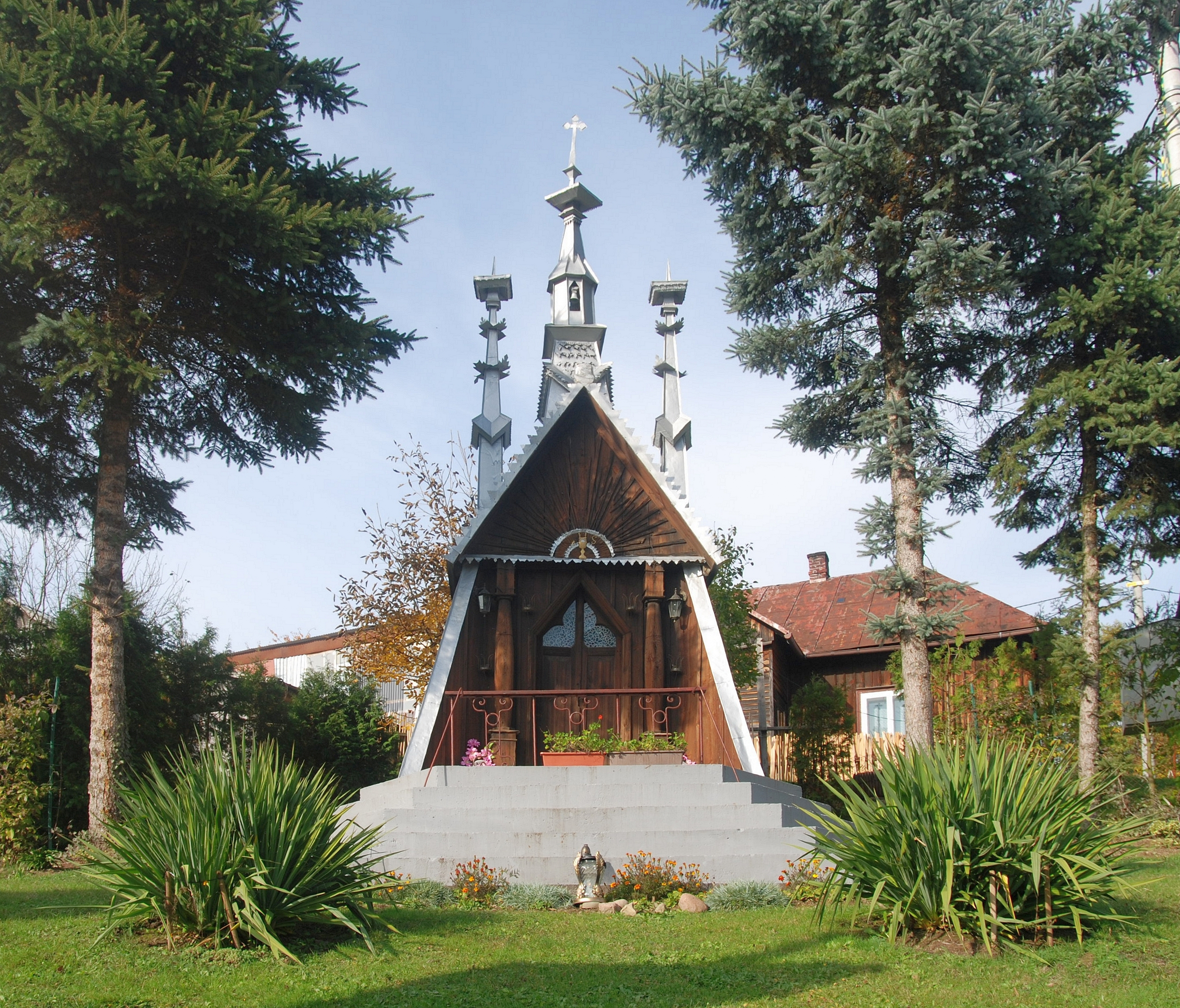
Kapliczka w Jodłowej Górnej
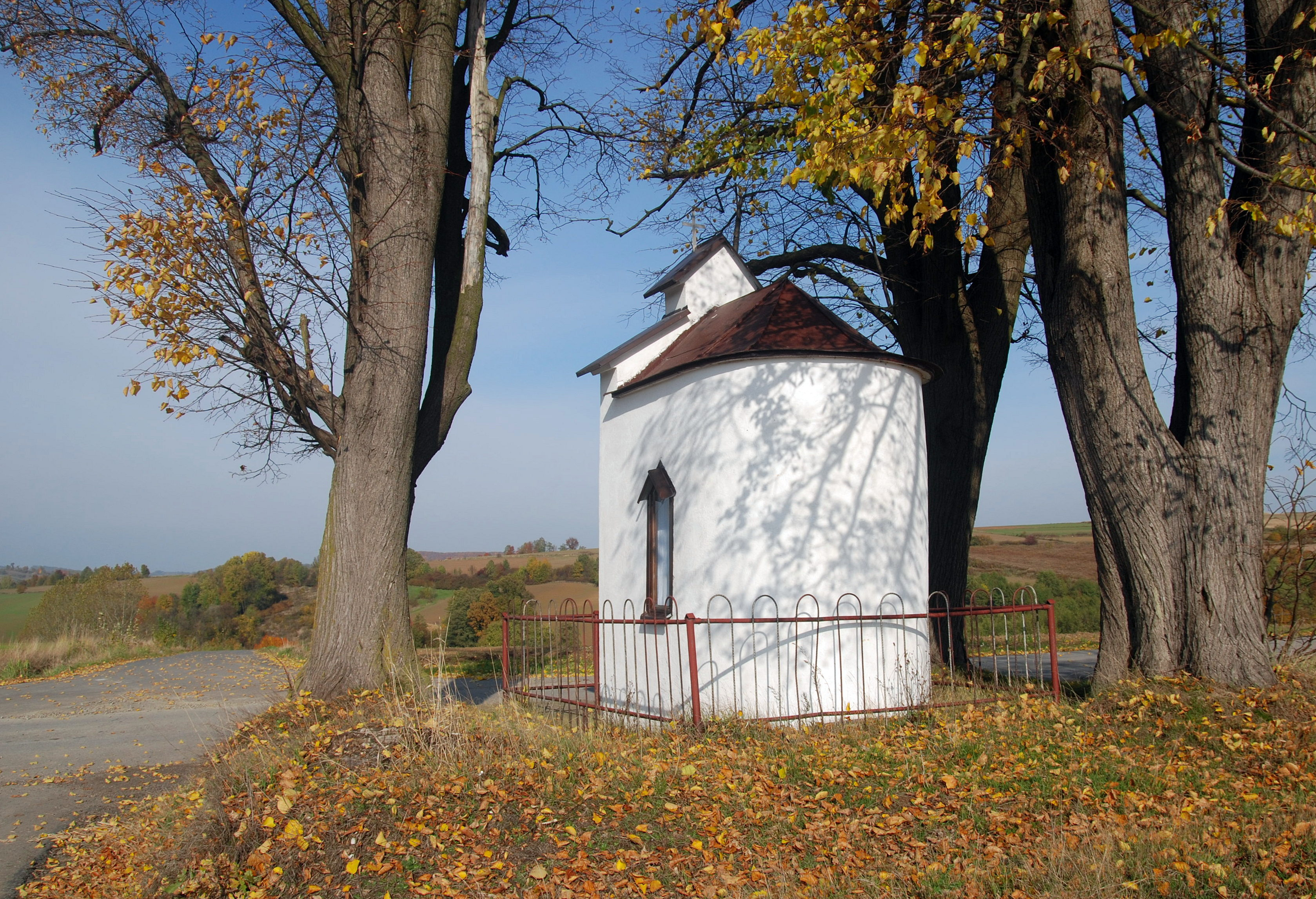
Kaplica w Jodłowej Dolnej

## Przyroda i zabytki
Jodłowa leży na Pogórzu Ciężkowickim. Na południe od wsi znajdują się wzniesienia należące do Pasma Brzanki, częściowo objęte ochroną jako park krajobrazowy. Pozostała część Jodłowej (podobnie jak całej gminy) znajduje się na terenie Obszaru Chronionego Krajobrazu Pogórza Ciężkowickiego.
Najcenniejszym zabytkiem Jodłowej jest drewniany kościół św. Stanisława Biskupa i Męczennika, barokowy, wzniesiony w latach 1670−1679 w miejscu wcześniejszego kościoła, zniszczonego przez pożar w 1656 roku. Obok kościoła znajduje się klasycystyczna wolnostojąca dzwonnica z przełomu XVIII i XIX wieku. Otaczający kościół starodrzew lipowy został uznany za pomnik przyrody. Kościół stanowił ośrodek kultu Dzieciątka Jezus, którego figurka z 1900 roku (kopia figury z praskiego kościoła karmelitów) znajdowała się w ołtarzu głównym. Obecnie została przeniesiona do nowo zbudowanego Sanktuarium Dzieciątka Jezus, konsekrowanego 13 lipca 2008 roku.
Ponadto w Jodłowej znajduje się Pomnik Grunwaldzki i Konstytucji 3 maja, którego budowę rozpoczęto w 1910 roku, w 500. rocznicę bitwy pod Grunwaldem, odsłonięty 3 maja 1914 roku oraz kilka zabytkowych kapliczek, najstarsze pochodzące z XIX wieku. W sołectwie Wisowa, na grzbiecie łączącym przysiółek z Rysowanym Kamieniem (427 m n.p.m.) jest stary cmentarz żydowski z XIX wieku, pamiątka z czasów, gdy liczna społeczność żydowska zamieszkiwała Jodłową.

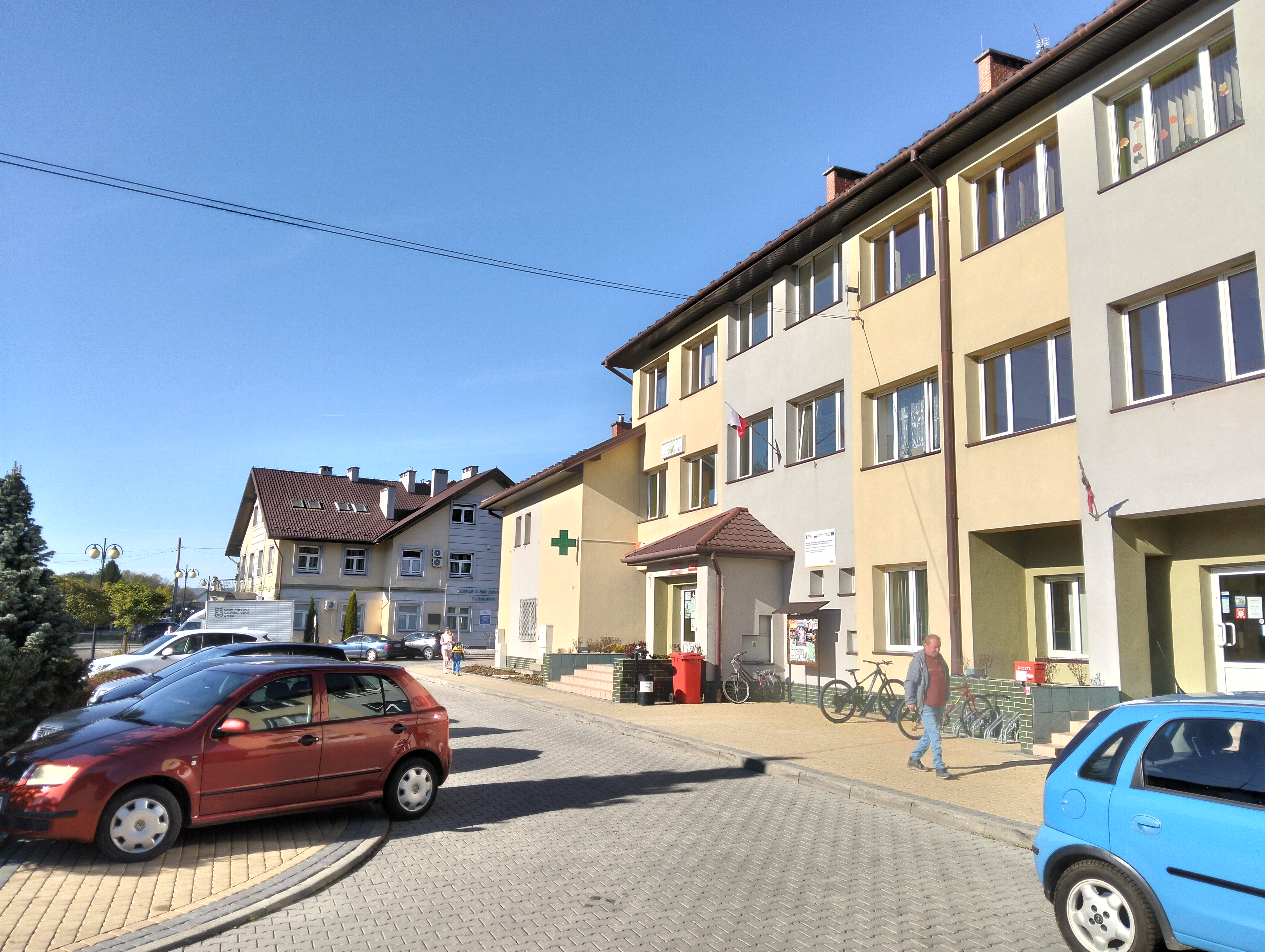
Główny plac miejscowości
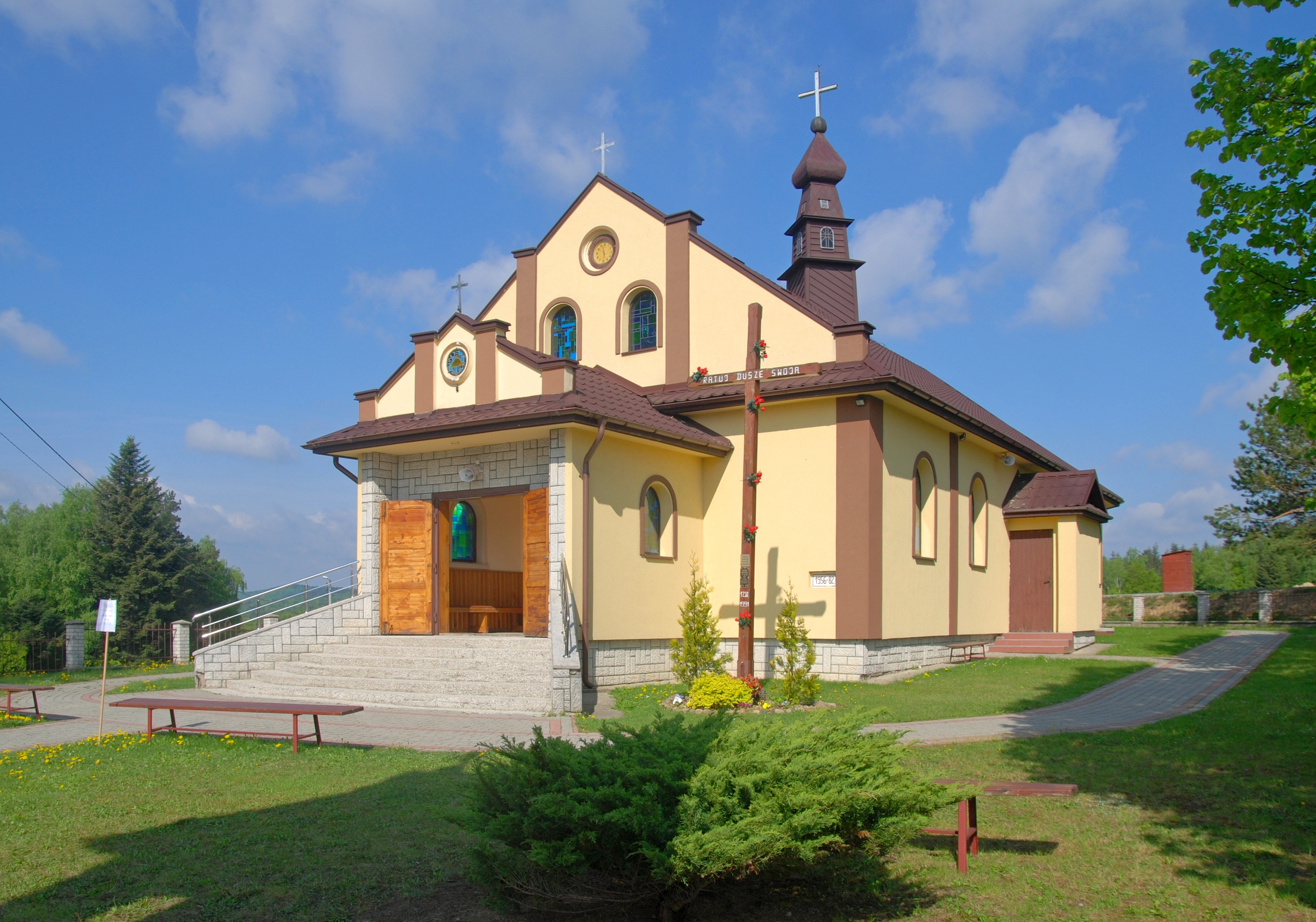
Kaplica Miłosierdzia Bożego w Wisowej
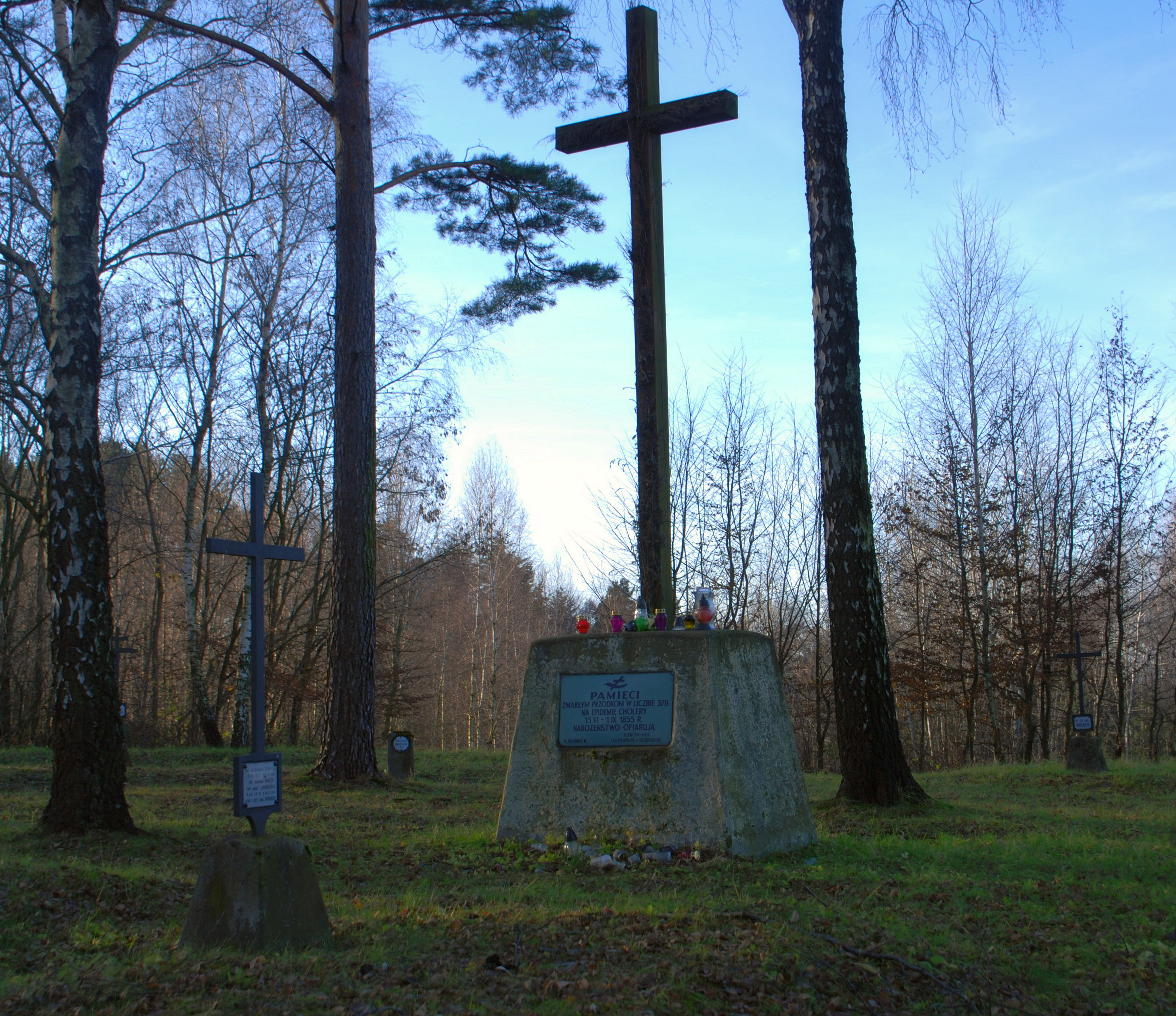
Cmentarz wojenny nr 232
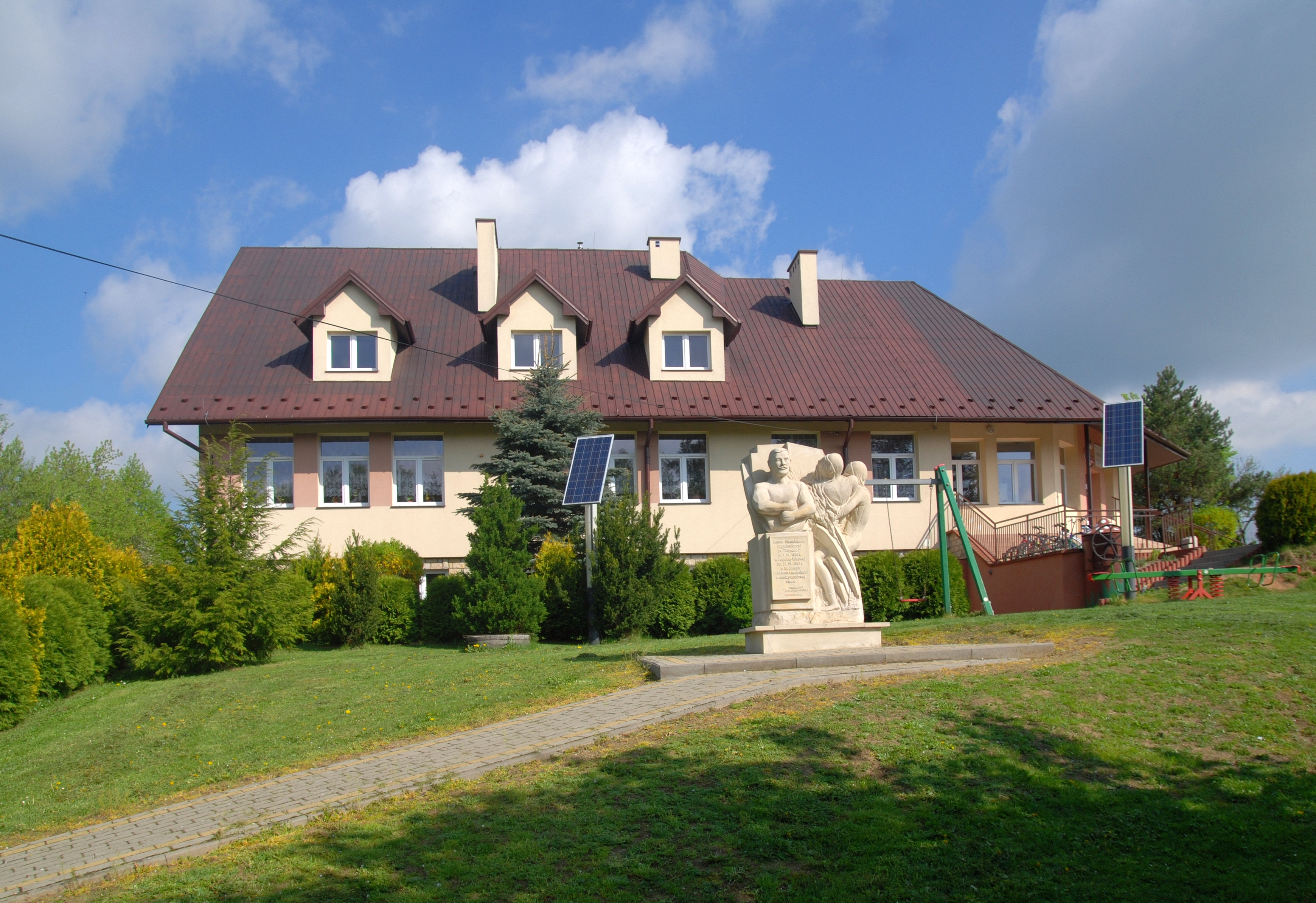
Szkoła podstawowa z pomnikiem Cyganiewicza w Wisowej

## Turystyka
- Szlak Architektury Drewnianej – Trasa nr VIII (jasielsko-dębicko-ropczycka)
- żółty szlak turystyczny[29] Szlak Trzech Pogórzy[30] – na terenie Jodłowej przebiega przez sołectwo Jodłowa Wisowa.